# 前田一
前田 一（まえだ はじめ、1895年3月25日－1978年5月2日）は、昭和時代の経営者。日本経営者団体連盟（日経連）発足時から21年にわたって専務理事を務めた。一説には「サラリーマン」という語を広めた人物とされている。

## 経歴
佐賀県小城郡三日月村（現在の小城市）出身。東京帝国大学法学部を卒業後、経済学部に再入学して1921年に卒業、北海道炭礦汽船会社に入社して労務係となり、以後一貫して総務畑を歩む。1927年に著した『サラリマン物語』が日本に「サラリーマン」という和製英語を定着させるきっかけになったと言われている。1929年にヨーロッパに留学し、日本政府の要請で第12回国際労働会議の日本政府代表嘱託に加わっている。1946年に北海道炭礦汽船会社取締役に就任し、戦後高揚した労働運動に対抗するために経営側の連帯を模索していたが、翌年、北海道炭礦汽船会社の労働組合の要求によって全経営陣がその地位を追われる。1948年、日本経営者団体連盟が結成されると初代専務理事に招かれた。
労働運動に対しては「経営者よ、正しく強かれ」という態度を掲げて、労働者側への譲歩に反対する「総資本」路線を打ち出して労働組合と対決、特に春闘では日本労働組合総評議会副議長・議長を務めた太田薫との激論が毎年のように交わされた。その強烈な個性からマエビンの愛称で親しまれ、太田とのやりとりは春闘の風物詩となった。強硬論の一方で、前田・太田はともにその人物を認めあい、時には経営側を取りまとめて労使間の合意形成のために奔走し、1970年代以後の労使協調関係の基礎を築いた。また、中央労働委員会の調停委員を長く務めた。だが、病によって片目の視力を失うなど、健康上の問題もあり、1969年には74歳で専務理事の地位を退き、常任顧問となった。